# Goodfellas
Goodfellas (titulada: Uno de los nuestros en España y Buenos muchachos en Hispanoamérica) es una película dramática criminal estadounidense de 1990 dirigida por Martin Scorsese. Está basada en el libro sobre hechos reales Wiseguy de Nicholas Pileggi, quien también coescribió el guion para la película con Scorsese. La película sigue el ascenso y caída de tres delincuentes durante tres décadas. Es protagonizada por Ray Liotta, Robert De Niro, Joe Pesci, Lorraine Bracco y Paul Sorvino en los papeles principales.
Scorsese tenía previsto dirigir Goodfellas antes que La última tentación de Cristo, pero cuando los fondos se materializaron para realizar La última tentación de Cristo, pospuso la película que por entonces era conocida como Wise Guy. El título del libro de Pileggi ya había sido utilizado para una serie de televisión y para una película, la comedia de 1986 dirigida por Brian De Palma, por lo que Pileggi y Scorsese cambiaron el nombre de su película a Goodfellas. Para preparar sus respectivos papeles en el filme, De Niro, Pesci y Liotta hablaron a menudo con Pileggi, quien compartió con los actores el material de investigación que había sido omitido en la creación del libro. Según Pesci, la improvisación provino de los ensayos donde Scorsese dio a los actores plena libertad para actuar como quisieran. El director realizó transcripciones de las sesiones, tomó nota de las acciones que más le gustaban de los actores y las incluyó en el guion definitivo, con el que se trabajó durante el rodaje principal.
Goodfellas obtuvo buenos resultados en la taquilla, obteniendo 46,8 millones de dólares en Estados Unidos, muy por encima de su presupuesto de 25 millones dólares. La película fue candidata a seis Premios Óscar, ganando solamente uno por Pesci en la categoría de mejor actor de reparto. Además, el filme recibió cinco premios por parte de la Academia Británica de las Artes Cinematográficas y de la Televisión y fue nombrada mejor película del año por el Círculo de Críticos de Cine de Nueva York, por la Asociación de Críticos de Cine de Los Ángeles y por la Asociación Nacional de Críticos de Cine. Uno de los nuestros fue declarada de "importancia cultural" y seleccionada para su preservación en el National Film Registry por la Biblioteca del Congreso de Estados Unidos.
La palabra malsonante "joder" (fuck) es usada en la película en 300 ocasiones (2,05/min), siendo la decima octava película que más veces utiliza la palabra.

## Argumento
En la primera escena, el protagonista Henry Hill (Ray Liotta) admite: "Que yo recuerde, desde que tuve uso de razón, quise ser un gánster", refiriéndose a los gánsteres de su idolatrada familia criminal Lucchese que habitaban en su barrio trabajador, predominantemente de origen italiano, en East New York en 1955. Queriendo formar parte de algo significante, Henry abandona la escuela y comienza a trabajar para ellos. Su padre, de ascendencia irlandesa, a sabiendas de la verdadera naturaleza de la mafia, trata de detener a Henry después de enterarse de su ausentismo escolar, e incluso lo golpea, pero los mafiosos amenazan al cartero local, con graves consecuencias en el caso de que la familia de Henry recibiera más cartas procedentes de la escuela. Henry es capaz de ganarse la vida por sí mismo y aprende las dos lecciones más importantes de la vida: "Nunca traiciones a un amigo y mantén siempre la boca cerrada", dichas al joven Henry tras permanecer en silencio en una audiencia en la corte.
Henry está bajo la tutela del capo local Paul "Paulie" Cicero (Paul Sorvino) y sus asociados, Jimmy "The Gent" Conway (Robert De Niro), a quien le encanta atracar camiones, y Tommy DeVito (Joe Pesci), un ladrón de un agresivo temperamento y con facilidad de apretar el gatillo. A finales de 1967 cometen el robo de Air France, significando el debut de Henry en el mundo de los atracos. Disfrutando de las ventajas de la vida criminal, Henry y sus compañeros pasan la mayor parte de las noches en la discoteca Copacabana con incontables mujeres. Por entonces, Henry conoce a una chica judía de Five Towns llamada Karen (Lorraine Bracco), con quien más adelante se casa. Karen en un primer momento está preocupada por las actividades delictivas de Henry, pero cuando un vecino la ataca sexualmente, Henry golpea violentamente al agresor con un revólver ante la mirada de Karen. Ella se siente excitada por la acción, especialmente cuando Henry le entrega la pistola y le dice que la esconda.
El 11 de junio de 1970, Tommy (con la ayuda de Jimmy) asesina brutalmente a Billy Batts (Frank Vincent), un mafioso de la familia criminal Gambino, por faltarle al respeto sobre su pasado delante de sus amigos. Batts era un hombre de la familia, lo que significaba que no podía ser agredido ni asesinado por otro miembro de la familia sin el consentimiento de los jefes. Al darse cuenta de que sus vidas corrían peligro si les descubrían, Jimmy, Henry y Tommy ocultaron el cuerpo en el maletero del coche de Henry y lo enterraron en un terreno deshabitado. Seis meses más tarde, Jimmy se entera de que el lugar de entierro será el escenario de una nueva promoción inmobiliaria, lo que obliga a exhumar el medio descompuesto cadáver y moverlo a otro lugar.
Henry comienza a verse con una amante llamada Janice Rossi (Gina Mastrogiacomo). Cuando Karen le descubre, amenaza de muerte a Henry con un revólver, exigiéndole saber si de verdad ama a Janice. Sin embargo, Karen no se decide a matar a su marido y un enfurecido Henry logra deshacerse del revólver exclamando que ya tiene suficiente con evitar que le liquiden en la calle. Paulie envía a Henry y a Jimmy a cobrar una deuda en Florida, y convence a Karen que permita a Henry regresar a casa. Los dos mafiosos golpean e intimidan a un hombre hasta que consiguen el dinero. Henry y Jimmy son arrestados y enviados a prisión después de que la hermana del agredido, una mecanógrafa del FBI, los denunciara. En la cárcel, Henry vende drogas para mantener a su familia en el exterior. En 1974 es liberado de prisión, y el grupo comete el robo de la Lufthansa en el Aeropuerto Internacional John F. Kennedy. Mientras tanto, Henry continúa vendiendo droga dadas las ganancias que percibe, y convence a Tommy y Jimmy para unirse a él. Las cosas se tuercen cuando los miembros que formaron parte del robo de la Lufthansa ignoran las órdenes de Jimmy de no comprar cosas caras y mantener una vida normal sin llamar la atención, por lo que Jimmy decide matarlos uno a uno. Más tarde, Tommy es asesinado cuando iba a ser reconocido como miembro de la familia en venganza por la muerte de Billy Batts.
Ya en los años 1980, Henry está en la cúspide de hacer un gran negocio con sus socios en Pittsburgh. Hecho un manojo de nervios por el consumo de cocaína, intenta todo lo posible por mantener las cosas organizadas. No obstante, es capturado por agentes de narcóticos y enviado a la cárcel, aunque consigue la libertad después de que Karen convenciera a su madre para poner la casa como fianza. Cuando regresa a su hogar, Karen le dice que ha tirado por el inodoro el equivalente a 60 000 dólares en cocaína para evitar ser descubierta por los agentes del FBI. Como resultado, Henry y su familia se quedan prácticamente sin dinero. Paulie siente que su lealtad hacia Henry ha sido traicionada y decide darle 3200 dólares a cambio de no tener nada que ver con él nunca más. Henry se da cuenta de que lo matarían cuando Jimmy le pide que realice un golpe en Florida. A continuación, decide formar parte del Programa de Protección de Testigos para protegerse a sí mismo y a su familia. Forzado a abandonar su vida de gánster, ahora está obligado a vivir en el mundo real, exclamando: "Soy un don nadie, y viviré el resto de mi vida como un don nadie".
La película termina con títulos informando que Henry ha estado limpio desde 1987, Paul Cicero murió en la Prisión Federal de Fort Worth a causa de una enfermedad respiratoria en 1988 a los 73 años y que Jimmy, en el momento del lanzamiento de la película en 1990, cumplía una condena de 20 años a cadena perpetua en una prisión del estado de Nueva York.

## Reparto
| Actor                            | Papel                           | Basado en                       |
| -------------------------------- | ------------------------------- | ------------------------------- |
| Robert De Niro                   | Jimmy Conway                    | Jimmy Burke                     |
| Ray Liotta                       | Henry Hill                      | Henry Hill                      |
| Joe Pesci                        | Tommy DeVito                    | Thomas DeSimone                 |
| Lorraine Bracco                  | Karen Hill                      | Karen Hill (nacida Friedman)    |
| Paul Sorvino                     | Paulie Cicero                   | Paul Vario                      |
| Frank Sivero                     | Frankie Carbone                 | Angelo Sepe                     |
| Tony Darrow                      | Sonny Bunz                      | Angelo McConnach                |
| Mike Starr                       | Frenchy                         | Robert McMahon                  |
| Frank Vincent                    | Billy Batts                     | William "Billy Batts" DeVino    |
| Chuck Low                        | Morrie Kessler                  | Martin Krugman                  |
| Frank DiLeo                      | Tuddy Cicero                    | Vito "Tuddy" Vario              |
| Johnny Williams                  | Johnny Roastbeef                | Louis Cafora                    |
| Jim Colella                      | Jim Colella                     | Jim Colella                     |
| Samuel L. Jackson                | Parnell "Stacks" Edwards        | Parnell Steven "Stacks" Edwards |
| Frank Adonis                     | Anthony Stabile                 | Anthony Stabile                 |
| Catherine Scorsese               | Madre de Tommy DeVito           | Abuela de Thomas DeSimone       |
| Gina Mastrogiacomo               | Janice Rossi                    | Linda Coppociano                |
| Debi Mazar                       | Sandy                           | Megan Cooperman                 |
| Margo Winkler                    | Belle Kessler                   | Fran Krugman                    |
| Welker White                     | Lois Byrd                       | Judy Wicks                      |
| Julie Garfield                   | Mickey Conway                   | Mickey Burke                    |
| Detective Ed Deacy               | Él mismo                        | Él mismo                        |
| Christopher Serrone              | Henry Hill joven                | Henry Hill joven                |
| Charles Scorsese                 | Vinnie                          | Thomas Agro                     |
| Michael Vivalo                   | Nicky Eyes                      | Él mismo                        |
| Michael Imperioli                | Araña                           | Michael "Spider" Gianco         |
| Tony Ellis                       | Propietario de la tienda Bridal | Jerome Asaro                    |
| Elizabeth Whitcraft              | Novia de Tommy                  | Theresa Ferrara                 |
| Anthony Powers                   | Jimmy Dos Veces                 | Bobby "The Dentist"             |
| Asistente del Fiscal Ed McDonald | Él mismo                        | Él mismo                        |
| Ray DeBenedictis                 | "Peter"                         |                                 |
| Tony Lip                         | Frankie "The Wop"               | Francesco Manzo                 |
| Kevin Corrigan                   | Michael Hill                    |                                 |

## Premios

### Oscar 1990
| Año  | Categoría               | Persona                          | Resultado  |
| ---- | ----------------------- | -------------------------------- | ---------- |
| 1990 | Mejor película          | Irwin Winkler                    | Candidata  |
| 1990 | Mejor director          | Martin Scorsese                  | Candidato  |
| 1990 | Mejor actor de reparto  | Joe Pesci                        | Ganador    |
| 1990 | Mejor actriz de reparto | Lorraine Bracco                  | Candidata  |
| 1990 | Mejor guion adaptado    | Martin Scorsese Nicholas Pileggi | Candidatos |
| 1990 | Mejor montaje           | Thelma Schoonmaker               | Candidata  |

### Premios BAFTA
| Año  | Categoría                 | Persona                          | Resultado |
| ---- | ------------------------- | -------------------------------- | --------- |
| 1990 | Mejor película            | Mejor película                   | Ganadora  |
| 1990 | Mejor director            | Martin Scorsese                  | Ganador   |
| 1990 | Mejor actor               | Robert De Niro                   | Candidato |
| 1990 | Mejor guion adaptado      | Martin Scorsese Nicholas Pileggi | Ganadores |
| 1990 | Mejor fotografía          | Michael Ballhaus                 | Candidato |
| 1990 | Mejor montaje             | Thelma Schoonmaker               | Ganadora  |
| 1990 | Mejor diseño de vestuario | Richard Bruno                    | Ganador   |

### Globos de Oro
| Año  | Categoría               | Persona                          | Resultado |
| ---- | ----------------------- | -------------------------------- | --------- |
| 1990 | Mejor película - Drama  | Mejor película - Drama           | Candidata |
| 1990 | Mejor director          | Martin Scorsese                  | Candidato |
| 1990 | Mejor actor de reparto  | Joe Pesci                        | Candidato |
| 1990 | Mejor actriz de reparto | Lorraine Bracco                  | Candidata |
| 1990 | Mejor guion             | Martin Scorsese Nicholas Pileggi | Candidato |

### Otros premios
- National Board of Review (1990): Mejor Actor Sec. (Pesci), 10 mejores películas
- Festival de Venecia (1990): León de Plata (Mejor director)
- Círculo de Críticos de Nueva York (1990): Mejor película, director y actor (De Niro). 6 nom.
- Asociación de Críticos de Los Ángeles -LAFCA (1990): Mejor película
- Premios César (1990): Candidata a Mejor película extranjera
- Asociación Críticos de Boston (1990): Mejor Película, Director, Actor Sec. (Pesci)
- David di Donatello (1990): Candidata a Película Extranjera, Actor Extranjero (De Niro)
- Asociación de Directores de América (1990): Candidato Mejor Director (Scorsese)
- Círculo de Críticos de Kansas (1990): Mejor Película, Director, Actor Sec. (Pesci)
- Círculo de Críticos de New York (1990): Mejor Película, Director, Actor (De Niro)
- Asociación de Críticos de Chicago (1990): 5 Premios, incl. Mejor película y director
- Sindicato de Productores (PGA) (1990): Candidata a Mejor película
- Sindicato de Directores (DGA) (1990): Candidata a Mejor director
- Sindicato de Guionistas (WGA) (1990): Candidata a Mejor guion adaptado (formato largo)